# Test de Van der Waerden
Le test de Van der Waerden est un test statistique qui permet de déterminer si les fonctions de distribution de k populations sont égales. Il est nommé ainsi en l'honneur du mathématicien néerlandais Bartel Leendert van der Waerden.
Le test de Van der Waerden est un test statistique selon lequel {\displaystyle k} fonctions de distribution de population sont égales. Le test de Van der Waerden convertit les rangs d'une analyse de variance unidirectionnelle standard de Kruskal-Wallis en quantiles de la distribution normale standard (détails donnés ci-dessous). Ceux-ci sont appelés scores normaux et le test est calculé à partir de ces scores normaux.